# Orbita halo quasi rettilinea

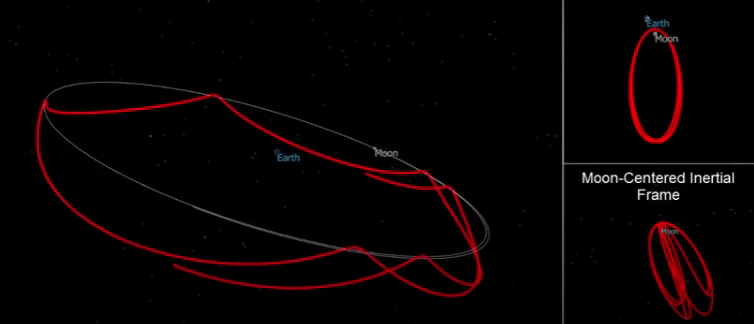
Rappresentazione di un'orbita halo quasi rettilinea nel sistema Terra-Luna.

Un’orbita halo quasi rettilinea (abbreviata NRHO, dall'inglese near-rectilinear halo orbit) è un particolare tipo di orbita halo che passa molto vicino al minore dei due corpi principali del sistema. È definita quasi rettilinea perché alcuni segmenti dell'orbita hanno una curvatura maggiore di quelli di un'orbita ellittica con lo stesso semiasse maggiore. È caratterizzata da un'elevata eccentricità e per essere particolarmente stabile, cioè non richiede molte manovre propulsive per il suo mantenimento.

## Utilizzo
Il primo veicolo spaziale ad inserirsi in un'orbita halo quasi rettilinea è stato CAPSTONE, un CubeSat della NASA lanciato nel 2022 per studiare la stabilità di tale orbita e testare un nuovo sistema di navigazione.
Lunar Flashlight è un altro CubeSat della NASA che avrebbe dovuto utilizzare un'orbita halo quasi rettilinea per studiare i depositi di ghiaccio presenti sulla Luna, ma un guasto al propulsore gli ha impedito di inserirsi nell'orbita corretta.
Un'orbita halo quasi rettilinea è stata anche scelta per il Lunar Gateway, la futura stazione spaziale in orbita lunare che sarà usata come base orbitale per future missioni con equipaggio umano. A questo scopo è stato proposto di utilizzare un'orbita NRHO con perilunio a 3000 km e apolunio a 70000 km. In questo modo il Lunar Gateway impiegherà circa 7 giorni a completare un'orbita, sarà sempre in linea di vista dalla Terra e rimarrà per la maggior parte del tempo esposto alla luce solare. Rispetto ad un'orbita lunare bassa, quest'orbita presenta inoltre il vantaggio di richiedere meno propellente per il mantenimento dell'orbita, mentre rispetto ad un'orbita distante retrograda rimane più vicina alla Luna, riducendo i tempi per i trasferimenti da e per la superficie.
La NASA ha anche intenzione di usare un'orbita halo quasi rettilinea nella missione Artemis 3, durante la quale un veicolo spaziale Orion sarà posto in orbita NRHO mentre un lander con equipaggio umano atterrerà sulla superficie lunare.